# كورتانزي
كورتانزي (بالإيطالية: Cortanze)‏ هي بلدة وبلدية في مقاطعة أستي في إقليم بييمونتي في جنوب إيطاليا.

## السكان
في سنة 1861 بلغ عدد السكان 842 نسمة، وتطور العدد ليصل في سنة 2011 لـ 288 نسمة.
يظهر هذا المخطط البياني تطور النمو السكاني لـ كورتانزي